# Saint-Laurent-sur-Gorre
Saint-Laurent-sur-Gorre é uma comuna francesa na região administrativa da Nova Aquitânia, no departamento de Alto Vienne. Estende-se por uma área de 39,92 km². Em 2010 a comuna tinha 1 484 habitantes (densidade: 37,2 hab./km²). A cidade faz parte da Occitânia.